# Подгруздок чернеющий
Подгру́здок черне́ющий (лат. Rússula nígricans) — вид грибов, включённый в род Сыроежка (Russula) семейства Сыроежковые (Russulaceae).

## Описание
Шляпка достигает 5—20 см в диаметре, сначала выпуклая, затем вдавленная и воронковидная, сначала грязно-белая, затем — коричневая и чёрная. Кожица снимается на протяжении большей части шляпки.
Пластинки очень редкие, толстые, приросшие к ножке, сначала желтоватые, затем грязновато-жёлтые, при повреждении серовато-краснеющие.
Ножка очень крепкая, белая, затем покрывающаяся коричневыми пятнами и чернеющая.
Мякоть крепкая, белая, на воздухе довольно быстро серовато-краснеющая, затем медленно чернеющая. Запах фруктовый, вкус пластинок и шляпки острый, в ножке — сладковатый.
Споровый порошок белого цвета. Споры 6,5—8,5×5,5—7 мкм, яйцевидные, бугорчатые, с хорошо развитой неполной сеточкой. Пилеоцистиды отсутствуют.
Съедобен, однако обладает достаточно пресным вкусом.

## Экология
Вид широко распространён в хвойных, лиственных и смешанных лесах Евразии.

## Сходные виды
- Russula adusta (Pers.) Fr., 1825 с более тёмной шляпкой, с запахом плесени.
- Russula albonigra (Krombh.) Fr., 1874 отличается сразу чернеющей мякотью и мятным вкусом.
- Russula densifolia Secr. ex Gillet, 1874 отличается частыми пластинками.
- Russula dissimulans Shaffer, 1962 произрастает в Северной Америке.

## Таксономия

### Синонимы
- Agaricus nigricans Bull., 1785, nom. illeg.
- Lactarelis nigricans (Bull. ex Fr.) Earle, 1909